# Артёмов, Иван Владимирович
Ива́н Влади́мирович Артёмов (14 февраля 1933, дер. Борозда, Центрально-Чернозёмная область — 28 июня 2013, Липецк) — учёный в области растениеводства, земледелия, производства и использования кормов в животноводстве. Член-корреспондент Российской академии сельскохозяйственных наук (1993), доктор сельскохозяйственных наук (1993), профессор (1997), заслуженный деятель науки Российской Федерации (1997), лауреат Премии Совета Министров СССР (1989). Организатор (1986) и первый директор Всероссийского научно-исследовательского института рапса (Липецк).

## Биография

### Чернозёмье и Северный Кавказ
И. В. Артёмов родился в деревне Борозда Покрово-Марфинского района Центрально-Чернозёмной области (ныне — в Знаменском районе, Тамбовская область). Детство его прошло в деревне Новая Деревня Липецкой области, куда семья переехала вскоре после его рождения. И. В. Артёмов рос в многодетной семье, у него было четыре брата и три сестры. Мать, Анна Петровна, работала овощеводом в совхозе «Красный колос». Отец, Владимир Тихонович, был полеводом, управляющим отделением, председателем рабочего комитета, воевал на фронте в Великую Отечественную войну, участвовал в Сталинградской битве.
В 1947 году семья переехала к родственникам на Северный Кавказ, в Наурский район Грозненской области. Там И. В. Артёмов окончил семь классов и в 15 лет стал работать чабаном. За прилежное отношение к работе руководство совхоза направило его на учёбу в сельскохозяйственную школу города Кизляра, которую он окончил с отличием. Затем поехал учиться в институт неподалёку от родных мест — в Мичуринск Тамбовской области. После окончания Мичуринского плодоовощного института им. И. В. Мичурина, был направлен в 1962 г. в Оренбургскую область.

### Оренбуржье
С 1962 г. работал в Кувандыкском районе Оренбургской области. После короткого периода работы заведующим группой озеленения и благоустройства, инструктором горкома партии, заведующим организационным отделом райкома партии стал директором крупного сельскохозяйственного предприятия — совхоза «Медногорский» (67 тыс. га сельхозугодий, в том числе 38 тыс. га пашни), где работал до 1978 года. Без отрыва от производства обучался в аспирантуре Оренбургского сельскохозяйственного института, в 1973 году защитил диссертацию по выращиванию картофеля без затрат ручного труда и получил учёную степень кандидата сельскохозяйственных наук.
За время руководства совхозом «Медногорский» дважды (1966, 1976) удостоен ордена Трудового Красного Знамени за достижения в сельскохозяйственном производстве и передовые методы труда. В частности, для повышения производительности труда в совхозном животноводстве была введена редкая в те годы малая механизация: автопоилки, транспортёры по уборке навоза, механическая дойка коров как в зимних помещениях, так и на летних пастбищах. В период работы в совхозе «Медногорский» И. В. Артёмов увлекался в свободное время охотой и рыбалкой, занимался спортом, получил звание кандидата в мастера спорта СССР по волейболу.

### Липецк
С 1978 г. работал на Липецкой государственной сельскохозяйственной опытной станции: старшим научным сотрудником (1978—1979), заместителем директора по производству (1979—1980), директором (1980—1986). С 1986 по 2002 был директором, а с 2002 по 2013 — главным научным сотрудником организованного на базе этой станции Всероссийского научно-исследовательского и проектно-технологического института (ВНИПТИ) рапса (с 2009 — Государственное научное учреждение Всероссийский научно-исследовательский институт рапса Российской академии сельскохозяйственных наук). Более десяти лет руководил лабораторией интенсивных технологий и отделом кормопроизводства.
И. В. Артёмов также возглавлял научно-производственную систему «Рапс» (1987—1991), затем был генеральным директором научно-производственного объединения «Рапс». В результате деятельности этих организаций были существенно расширены посевные площади ценной масличной культуры рапса во многих регионах России. В 1989 за разработку интенсивной технологии возделывания рапса и организацию промышленного производства его семян удостоен Премии Совета Министров СССР
.
В 1993 году И. В. Артёмов получил учёную степень доктора сельскохозяйственных наук, защитив диссертацию (в виде научного доклада) на тему «Научные основы технологии возделывания и интенсификации производства ярового рапса на семена и кормовые цели в условиях Центрально-Чернозёмной зоны Российской Федерации». В том же году избран членом-корреспондентом Российской академии сельскохозяйственных наук
по отделению растениеводства (специальность: технология заготовки и хранения кормов)
.

## Научные достижения
И. В. Артёмовым с соавторами разработано более 30 внедрённых в сельскохозяйственное производство рекомендаций по системам земледелия и животноводства Липецкой области, возделыванию зерновых и кормовых культур по интенсивным технологиям, приготовлению, использованию и учёту кормов в хозяйствах, по организационно-экономическим основам формирования производственных и научно-производственных систем в агропромышленном комплексе.
Исследования И. В. Артёмова охватывают проблему получения высококачественных семян для рапсосеяния, что определяет продуктивность рапса, являющегося самой высокоурожайной культурой среди капустных масличных растений. Разработки по интенсификации производства ярового рапса при различных системах обработки почвы и использовании техногенных и биологических средств, дали возможность создать базовые элементы технологии возделывания и повышения урожайности рапса.
Теоретические и прикладные работы И. В. Артёмова в сфере агропромышленного производства, начатые на Липецкой государственной сельскохозяйственной опытной станции, были углублены и расширены в созданном на её базе в 1986 г. ВНИПТИ рапса. В 1993 г. в институте начал работу селекционный центр по рапсу. Выведенные в нём сорта ярового рапса, занимают 50-60 % всех посевных площадей России (по данным на 2012 г.)
. В институте выведено более двадцати новых сортов рапса, элитными и суперэлитными семенами которых полностью обеспечиваются аграрные хозяйства по всей России.
Институт рапса осуществляет научное обеспечение отрасли рапсосеяния в Российской Федерации и координирует научные исследования по рапсу и сурепице. С 1987 года Институт рапса стал головным учреждением Центра научного обеспечения, созданного для координации и планирования научных исследований и внедрения в производство достижений науки, техники и передового опыта. В состав Центра входило 19 научных учреждений. Для научного обеспечения агропромышленного комплекса Липецкой области было привлечено 10 научных учреждений из других регионов страны.
И. В. Артёмов опубликовал 185 научных работ, среди которых 45 книг и брошюр, получил 3 патента на изобретённые механизмы для обработки семян (очистка и сортирование по упругости и другим технологическим свойствам). Под его руководством защищено несколько кандидатских и докторских диссертаций.

## Награды и звания[2]
- Три ордена Трудового Красного Знамени (1966, 1976, 1986).
- Медаль «За доблестный труд. В ознаменование 100-летия со дня рождения Владимира Ильича Ленина».
- Медаль «Ветеран труда».
- Премия Совета Министров СССР (1989).
- Заслуженный деятель науки Российской Федерации (1997).[14]
- Серебряная и бронзовая медали ВДНХ.
- Юбилейная медаль Министерства сельского хозяйства России «50-летие начала освоения целинных земель» (2004).
- Почётные грамоты Министерства сельского хозяйства СССР, Всесоюзной академии сельскохозяйственных наук им. В. И. Ленина (ВАСХНИЛ), Российской академии сельскохозяйственных наук (РАСХН), администрации Липецкой области, администрации Липецкого района.

## Избранные публикации
- Организация производства семян ярового рапса // Масличные культуры. — 1985. — № 6. — С. 11-12. (соавт.: Шкатова Н. И.).
- Современные тенденции и методы селекции рапса // Технические культуры, 1988, № 6. — С. 28-30. (соавт.: Карпачёв В. В., Никоноренков В. А.).
- Рапс. М.: Агропромиздат, 1989. — 44 с.
- Производственные и научно-производственные системы в сельском хозяйстве. М.: Агропромиздат, 1990. — 206 с. (соавт.: Алмашин А. К. и др.).
- Пути увеличения производства кормов и растительного масла // Кормопроизводство. 1997. — № 4. — С.2-7. (соавт.: Киселёв А. М.).
- Концепция восстановления и развития кормопроизводства ЦЧЗ (на примере Липецкой области). Липецк, 1999. — 54 с. (соавт.: Первушин В. М., Черных Р. Н.).
- Организация семеноводства зерновых культур и рапса // Кормопроизводство. 2000. — № 2. — С.20-23.
- Интенсивные технологии производства, заготовки и использования высокобелковых рапсовых кормов в животноводстве // Кормопроизводство. 2003. № 9. С. 15-19 (соавт.: Велибекова Э. Б.).
- Технология уборки рапса на семена и продовольственные цели // В сб.: Рапс — культура XXI века: аспекты использования на продовольственные, кормовые и энергетические цели. Липецк, 2005. С. 175—179 (соавт.: Харламов С. А., Велибекова Э. Б.).
- Рапс — масличная и кормовая культура. Липецк: Ориус, 2005. — 144 с. (соавт.: Карпачёв В. В.).
- Интенсификация производства энергетических кормов на основе использования рапса // Кормопроизводство. 2007. — № 12. — С.22-25. (соавт.: Болотова Н. С.).
- Зональные ресурсосберегающие технологии возделывания, подработки и хранения ярового и озимого рапса в Центральном федеральном округе. М.: ФГБНУ Росинформагротех, 2011. — 95 с. (соавт.: Измайлов А. Ю. и др.).

### Патенты
- Артёмов И. В., Харламов С. А., Слукин О. Л. Сепаратор [для семенных смесей]. Патент РФ № 2097151. Дата публикации: 27.11.1997.[15]
- Артёмов И. В., Харламов С. А., Слукин О. Л. Сепаратор [для семенных смесей]. Патент РФ № 2097152. Дата публикации: 27.11.1997.[16]
- Артёмов И. В., Харламов С. А., Константинова И. С. Машина для обрушивания семян. Патент РФ № 2188710. Дата публикации: 10.09.2002.[17]